# ماری کارتر ریتانو
 ماری کارتر ریتانو (انگلیسی: Mary Carter Reitano؛ زادهٔ ۲۹ نوامبر ۱۹۳۴) یک تنیس‌باز اهل استرالیا است.